# Swiss Super League (2025/2026)
Ten artykuł dotyczy trwającego lub niedawnego wydarzenia sportowego. Informacje w nim zamieszczone mogą się zmienić lub zdezaktualizować wraz z postępem zdarzenia. Początkowe doniesienia, wyniki lub statystyki mogą być niepewne. Ostatnie aktualizacje do tego artykułu mogą nie odzwierciedlać najbardziej aktualnych informacji.
Swiss Super Leage 2025/2026 (oficjalnie znana jako Brack Super League ze względów sponsorskich) – 129. edycja najwyższej klasy rozgrywkowej piłki nożnej w Szwajcarii. 
Bierze w niej udział 12 drużyn, które w okresie od 25 lipca 2025 do 17 maja 2026 rozegrały w dwóch fazach 38 kolejek meczów. Sezon zakończy baraż o miejsce w przyszłym sezonie w Swiss Super League. Obrońcą tytułu jest drużyna Basel.

## Format rozgrywek
Jest to trzeci sezon rozgrywany w tzw. modelu szkockim, w którym uczestniczy dwanaście drużyn:
- W pierwszej fazie wszystkie dwanaście drużyn gra ze sobą trzykrotnie, w sumie 33 kolejki.
- Następnie liga jest podzielona na dwie grupy po sześć zespołów, pierwsza mistrzowska i druga spadkowa.
  - Każda drużyna zagra jeden raz z każdą inną drużyną w swojej grupie (pięć meczów). Łącznie zostanie rozegranych 38 kolejek.
  - Mistrzowska grupa zagra o tytuł Mistrza Szwajcarii w piłce nożnej i kwalifikację do europejskich pucharów.
  - W grupie spadkowej ostatni zespół zostanie zdegradowany, zaś przedostatni zagra w barażu o utrzymanie.
- Punkty zdobyte w pierwszej fazie przechodzą do drugiej fazy.

## Drużyny
| Uczestnicy poprzedniej edycji                                                                                 | Uczestnicy poprzedniej edycji | Uczestnicy poprzedniej edycji | Uczestnicy poprzedniej edycji |
| --- | ----------------------------- | ----------------------------- | ----------------------------- |
| BAS | FC Basel                      | 1                             |                               |
| SER | Servette FC                   | 2                             |                               |
| YBO | BSC Young Boys                | 3                             |                               |
| LUG | FC Lugano                     | 4                             |                               |
| LAU | FC Lausanne-Sport             | 5                             |                               |
| LUZ | FC Luzern                     | 6                             |                               |
| ZUR | FC Zürich                     | 7                             |                               |
| GAL | FC Sankt Gallen               | 8                             |                               |
| SIO | FC Sion                       | 9                             |                               |
| WIN | FC Winterthur                 | 10                            |                               |
| po barażach                                                                                                   |                               |                               |                               |
| GRA | Grasshopper Club Zurych       | 11                            |                               |
| Awans z Challenge League                                                                                      |                               |                               |                               |
| THU | FC Thun                       | 1                             |                               |
| Oznaczenia: - kolumna pierwsza – skróty nazw drużyn, - kolumna trzecia – miejsce zajęte w poprzednim sezonie. |                               |                               |                               |

## Faza zasadnicza

### Tabela
| Lp. | Drużyna        | M | Z | R | P | B+ | B– | +/– | Pkt | Kwalifikacja      |
| --- | -------------- | - | - | - | - | -- | -- | --- | --- | ----------------- |
| 1   | Sankt Gallen   | 3 | 3 | 0 | 0 | 11 | 2  | +9  | 9   | grupa mistrzowska |
| 2   | Thun           | 3 | 3 | 0 | 0 | 6  | 3  | +3  | 9   | grupa mistrzowska |
| 3   | Sion           | 3 | 2 | 1 | 0 | 7  | 2  | +5  | 7   | grupa mistrzowska |
| 4   | Basel          | 4 | 2 | 0 | 2 | 8  | 7  | +1  | 6   | grupa mistrzowska |
| 5   | Young Boys     | 4 | 1 | 2 | 1 | 5  | 6  | −1  | 5   | grupa mistrzowska |
| 6   | Luzern         | 3 | 1 | 1 | 1 | 5  | 5  | 0   | 4   | grupa mistrzowska |
| 7   | Zürich         | 3 | 1 | 1 | 1 | 5  | 5  | 0   | 4   | grupa spadkowa    |
| 8   | Lausanne Sport | 3 | 1 | 0 | 2 | 8  | 7  | +1  | 3   | grupa spadkowa    |
| 9   | Lugano         | 3 | 1 | 0 | 2 | 1  | 6  | −5  | 3   | grupa spadkowa    |
| 10  | Grasshopper    | 3 | 0 | 1 | 2 | 4  | 6  | −2  | 1   | grupa spadkowa    |
| 11  | Servette       | 3 | 0 | 1 | 2 | 3  | 8  | −5  | 1   | grupa spadkowa    |
| 12  | Winterthur     | 3 | 0 | 1 | 2 | 3  | 9  | −6  | 1   | grupa spadkowa    |

### Wyniki
| Gospodarz \ Gość | BAS | GCZ | LS  | LUG | LUZ | SER | STG | SIO | THU | WIN | YB  | ZÜR | BAS | GCZ | LS | LUG | LUZ | SER | STG | SIO | THU | WIN | YB | ZÜR |
| ---------------- | --- | --- | --- | --- | --- | --- | --- | --- | --- | --- | --- | --- | --- | --- | -- | --- | --- | --- | --- | --- | --- | --- | -- | --- |
| Basel            |     | 2–1 |     |     |     |     |     |     |     |     | 4–1 |     |     |     |    |     |     |     |     |     |     |     |    |     |
| Grasshopper      |     |     |     |     | 2–3 |     |     |     |     |     |     |     |     |     |    |     |     |     |     |     |     |     |    |     |
| Lausanne Sport   |     |     |     |     |     |     |     |     |     | 3–2 |     | 1–2 |     |     |    |     |     |     |     |     |     |     |    |     |
| Lugano           | 3–1 |     |     |     |     |     |     |     | 1–2 |     |     |     |     |     |    |     |     |     |     |     |     |     |    |     |
| Luzern           |     |     |     |     |     |     |     |     | 1–2 |     |     | 1–1 |     |     |    |     |     |     |     |     |     |     |    |     |
| Servette         |     | 1–1 |     |     |     |     | 1–4 |     |     |     |     |     |     |     |    |     |     |     |     |     |     |     |    |     |
| Sankt Gallen     | 2–1 |     |     |     |     |     |     |     |     | 5–0 |     |     |     |     |    |     |     |     |     |     |     |     |    |     |
| Sion             |     |     |     | 4–0 |     |     |     |     |     |     |     |     |     |     |    |     |     |     |     |     |     |     |    |     |
| Thun             |     |     | 2–1 |     |     |     |     |     |     |     |     |     |     |     |    |     |     |     |     |     |     |     |    |     |
| Winterthur       |     |     |     |     |     |     |     |     |     |     | 1–1 |     |     |     |    |     |     |     |     |     |     |     |    |     |
| Young Boys       |     |     |     |     |     | 3–1 |     | 0–0 |     |     |     |     |     |     |    |     |     |     |     |     |     |     |    |     |
| Zürich           |     |     |     |     |     |     |     | 2–3 |     |     |     |     |     |     |    |     |     |     |     |     |     |     |    |     |

## Najlepsi strzelcy
3 bramki
- Willem Geubbels (Sankt Gallen)
- Christopher Ibayi(inne języki) (Thun)
- Kaly Sène(inne języki) (Lausanne Sport)
- Alessandro Vogt (Sankt Gallen)

Stan na 2025-08-10. Źródło:

## Stadiony
| Basel          |
| -------------- |
| St. Jakob-Park |
| 38 512         |
|                |

| Grasshopper Zürich |
| ------------------ |
| Letzigrund Stadion |
| 23 605             |
|                    |

| Lausanne-Sport       |
| -------------------- |
| Stade de la Tuilière |
| 12 544               |
|                      |

| Lugano           |
| ---------------- |
| Stadio Cornaredo |
| 6390             |
|                  |

| Luzern        |
| ------------- |
| Swissporarena |
| 17 500        |
|               |

| Sankt Gallen |
| ------------ |
| Kybunpark    |
| 19 694       |
|              |

| Servette        |
| --------------- |
| Stade de Genève |
| 30 084          |
|                 |

| Sion             |
| ---------------- |
| Stade Tourbillon |
| 14 283           |
|                  |

| Thun            |
| --------------- |
| Stockhorn Arena |
| 10 000          |
|                 |

| Winterthur            |
| --------------------- |
| Stadion Schützenwiese |
| 9450                  |
|                       |

| Young Boys               |
| ------------------------ |
| Stade de Suisse Wankdorf |
| 31 783                   |
|                          |

Źródło: .